# Ishaq ibn Hunayn
Abū Ya'qūb Isḥāq ibn Ḥunayn ibn Isḥāq al-'Ibādī, né à Bagdad vers 830, mort dans la même ville en 910 ou 911, est un médecin et traducteur du syriaque vers l'arabe, acteur important de l'assimilation de la science grecque par le monde arabo-musulman. Il est le fils de Hunayn ibn Ishaq.

## Éléments biographiques
Il travailla très jeune dans l'atelier de traduction fondé par son père. Comme celui-ci, il connaissait non seulement l'arabe et le syriaque, mais aussi le grec. Il devint vite un traducteur d'une haute compétence : dans la lettre de Hunayn récapitulant les traductions faites ou à faire de Galien, écrite en 856, on lit qu'Ishaq assurait déjà la révision et la correction du travail d'autres collaborateurs de son père. Alors que Hunayn traduisait le plus souvent du grec en syriaque, Ishaq traduisait plutôt vers l'arabe, et des avis d'Ibn al-Qifti et d'Ibn Abi Usaybi'a, il parvint pour cette langue à une maîtrise encore supérieure à celle de son père, pourtant réputée. Ibn al-Nadim précise qu'alors que son père était centré sur la littérature médicale (notamment Galien), Ishaq se spécialisa plutôt dans les ouvrages scientifiques et philosophiques.
Il fut aussi, comme Hunayn, médecin des califes, très en faveur sous les règnes d'al-Mu'tamid (870-892) et al-Mu'tadid (892-902), et auprès du vizir de ce dernier, Qasim ibn 'Ubaydallāh. Chrétien nestorien comme son père, on rapporte qu'il fréquenta un groupe de lettrés réuni autour du théologien chi'ite al-Ḥasan ibn al-Nawbakht, et certains auteurs comme 'Alī ibn Zayd al-Bayhaqī (v. 1100-v. 1170) affirment qu'il finit par se convertir à l'islam. De ses deux fils, Dāwūd ibn Isḥāq devint traducteur et Ḥunayn ibn Isḥāq ibn Ḥunayn médecin.

## Œuvre
Il était l'auteur de plusieurs ouvrages médicaux qui sont perdus pour l'essentiel : un manuel intitulé Éléments de médecine, un traité Sur les simples, un autre Sur les médicaments courants, un autre sur la thériaque, un Traité de l'urine, etc. Ce qui est conservé de ses textes originaux, c'est surtout son Histoire des médecins (Tārīkh al-aṭibbā'), qui est la première d'une longue série dans la littérature arabe médiévale. Cet ouvrage a été composé après un entretien de lettrés qui a eu lieu en 903. Ishaq s'est fondé sur un texte de même titre attribué à Jean Philopon. Après le rappel des différentes opinions sur le lieu d'origine de la médecine, il reprend le schéma de Philopon selon qui l'histoire de la médecine se divisait en huit périodes : celles d'Asclépios Ier, de Ghûrûs (?), de Minos, de Parménide, de Platon le médecin, d'Asclépios II, d'Hippocrate et de Galien. Ensuite, Ishaq parle des médecins d'Alexandrie, parmi lesquels il place Philopon lui-même. La chronologie, notamment, est fantaisiste, et d'ailleurs flottante.

## Traductions
Selon la lettre de Hunayn (856), Ishaq avait alors traduit sept textes de Galien en arabe et deux en syriaque. Dans le domaine de la philosophie, il a traduit d'Aristote, en arabe, les Catégories, l'Interprétation, la Physique, La génération et la corruption, le Traité de l'âme, plusieurs livres de la Métaphysique (avec le commentaire de Thémistius au livre lambda), l' Éthique à Nicomaque, et peut-être les Réfutations sophistiques, la Rhétorique et la Poétique ; en syriaque les Premiers et Seconds analytiques et les Topiques (avec le commentaire d'Ammonios, fils d'Hermias aux livres I à IV et celui d'Alexandre d'Aphrodise au reste, sauf les deux derniers chapitres du livre VIII). De Platon, il a traduit le Sophiste (avec le commentaire d'Olympiodore le Jeune) et une partie du Timée. Il a donné d'autre part des versions arabes du traité Sur l'intellect d'Alexandre d'Aphrodise, du Traité des plantes attribué à Nicolas de Damas (traduction révisée par Thabit ibn Qurra) et du traité De la nature de l'homme de Némésius d'Émèse.
Sont d'une particulière importance historique ses traductions dans le domaine mathématique et astronomique, devenues pour certaines les versions arabes classiques (avec une révision de Thabit ibn Qurra, spécialiste du domaine). Il a traduit les Éléments, les Données et l'Optique d'Euclide, la Grande syntaxe (pour les Arabes l' Almageste) de Ptolémée, le traité Sur la sphère et le cylindre d'Archimède, les Sphériques de Ménélaos d'Alexandrie, et des traités d'Autolycos de Pitane et d'Hypsiclès.

## Édition
- Franz Rosenthal (éd.), « Ishâq ibn Hunayn's Ta'rîkh al-atibbâ' » (présentation, texte arabe et traduction anglaise), Oriens 7, 1954, p. 55-80.